# الكشافة الفرنسية
الكشافة الفرنسية هي منظمة مظلة تجمع جهود عدة جمعيات كشفية توجيهية في فرنسا وتمثل الحركة الكشفية في غويانا الفرنسية، مارتينيك، وسانت بيير وميكلون، وكاليدونيا الجديدة، وريونيون، واليس وفوتونا وغواديلوب. حتى عام 2012 هناك كشاف مسلم في فرنسا ورئاسة الاتحاد مع الدكتور يونس واو أبركان رئيسا للجمهورية.
الاتحاد يضمّ 134,000 عضواً (اعتبارا من 2008)، وهو عضو في كل من الجمعية العالمية للمرشدات وفتيات الكشافة، والمنظمة العالمية للحركة الكشفية.

## روابط خارجية
- الموقع الرسمي (بالفرنسية)
- المخيم الكشفي العالمي لعام 1947 في ميسون، فرنسا (بالفرنسية)